# Sheffield Forgemasters
Sheffield Forgemasters ist ein britisches stahlproduzierendes und -weiterverarbeitendes Industrieunternehmen und Englands größtes und ältestes Stahlunternehmen. Firmensitz des Konzerns ist Sheffield. Die traditionsreiche Geschichte Sheffield Forgemasters ist geprägt von zahlreichen Namensänderungen und Zusammenschlüssen und lässt sich bis in die Mitte des 18. Jahrhunderts zurückverfolgen.

## Geschichte
Offiziell gegründet wurde Sheffield Forgemasters am 3. Juli 1982 und ging aus der Fusion der Unternehmen Firth Brown and British Steel’s River Don Works hervor. Die Geschichte Sheffield Forgemasters jedoch lässt sich bis zu den Ursprüngen der Stahlproduktion in Sheffield bis Mitte des 18. Jahrhunderts zurückverfolgen, als Gründer Edward Vickers, damals noch Müller vom Beruf, der eine eigene Wassermühle in Millsands, Sheffield besaß, sich entschloss in das grade auflebende Stahlgeschäft einzusteigen. 1805 dann gründete Edward Vickers einen Familienbetrieb mit Unterstützung der Naylor-Familie.
1851 bereits war Vickers in der Lage den bis dato schwersten Rohblock mit einem Gewicht von 24 Zentnern zu produzieren. 1854 traten Edward Vickers Söhne Tom (dt. Thomas) und Albert ins Familiengeschäft ein. Nach Patentierung eines neuen Herstellungsprozess durch Henry Bessemer im Jahre 1856 konnten in kürzester Zeit Tonnen von Stahl produziert werden – eine neue Ära der Stahlproduktion begann.
1863 bezog Vickers einen neuen Firmensitz in Sheffield am River Don in Brightside und gründete die River Don Works, die 1864 mit der Produktion starteten. Dort stand der größte Tiegelofen zu jener Zeit und war fähig einen 20-Tonnen-Block abzugießen. Zu dieser Zeit siedelten sich in Sheffield immer mehr Stahlfirmen an. Etwa 35.000 Tonnen Stahl wurden allein an diesem Ort produziert – dies entsprach mehr als der Hälfte der damaligen weltweiten Stahlproduktion.
Edward Vickers vermachte seinen Söhnen Tom und Albert das Unternehmen, das 1867 in eine Kapitalgesellschaft umgewandelt wurde und fortan den Namen Vickers, Sons & Co trug. 1870 waren River Don Works und Bochum in Deutschland die zwei größten Maschinenbauunternehmen der Welt. Das Unternehmen expandierte, fasste Fuß in verschiedenen Märkten und schloss sich mit anderen Unternehmen zusammen oder kaufte diese auf, so auch die Barrow Shipbuilding Company im Jahr 1897 und den Waffenhersteller Maxim Nordenfelt Guns And Ammunitions Company, wo das erste selbstladene Maxim-Maschinengewehr erfunden wurde, welches bis zu den Anfängen des 20. Jahrhunderts die wichtigste Waffe seiner Art war.
Nach Zusammenschluss mit der Maxim Nordenfelt Guns and Ammunition Company nannte sich das Unternehmen Vickers, Sons & Maxim. Weitere Unternehmenszusammenschlüsse folgten und die Gruppe erhielt im Jahre 1911 den Namen Vickers Ltd. Das Unternehmen konnte jetzt von Blöcken und Schmiedteilen wie Glocken bis hin zu Waffen und Schiffen eine umfassende Produktpalette vorweisen – so bestellte u. a. die Belfaster Werft Harland & Wolffauch auch Teile im Namen der Reederei White Star Line für die RMS Titanic bei der Vickers Ltd.
1928 fusionierte Vickers Ltd. mit dem Unternehmen Armstrong Whitworth, um Vickers Armstrong Ltd zu bilden, die sich bereits 1929 mit Taylor Bros. & Darlington Forge sowie Cammell Laird & Co. Ltd. zur English Steel Corporation (ESC) zusammenschloss. 1967 wurde das Unternehmen verstaatlicht und hieß BSC River Don Works – kurz British Steel, dem direkten Vorläufer von Sheffield Forgemasters.
1988 übernahm das Management durch ein Management-Buy-Out (MBO) das Unternehmen, Sheffield Forgemasters, welches jedoch bereits 1998 durch die Atchison Casting Corp., USA aufgekauft wurde. Nach der Atchison-Pleite im Jahre 2003 entschloss sich das Management unter Führung von Herrn Dr. Graham Honeyman Sheffield Forgemasters durch ein erneutes Management Buy-Out im Jahre 2005 zu retten und bewahrten das Unternehmen somit vor der Schließung. Das Unternehmen wurde komplett restrukturiert und Unternehmensziele neu formuliert.
In den 1990er Jahren kam das Unternehmen in die Schlagzeilen, als von ihm produzierte Rohrteile für eine irakische Superkanone (Projekt Babylon) vom britischen Zoll beschlagnahmt worden waren.
Heute ist Sheffield Forgemasters weiterhin international aktiv und hat sich von der Pleite vollkommen erholt. Auf so gut wie allen Kontinenten sind Vertretungen und Vertriebsgesellschaften vorhanden.